# الفبای آذربایجانی

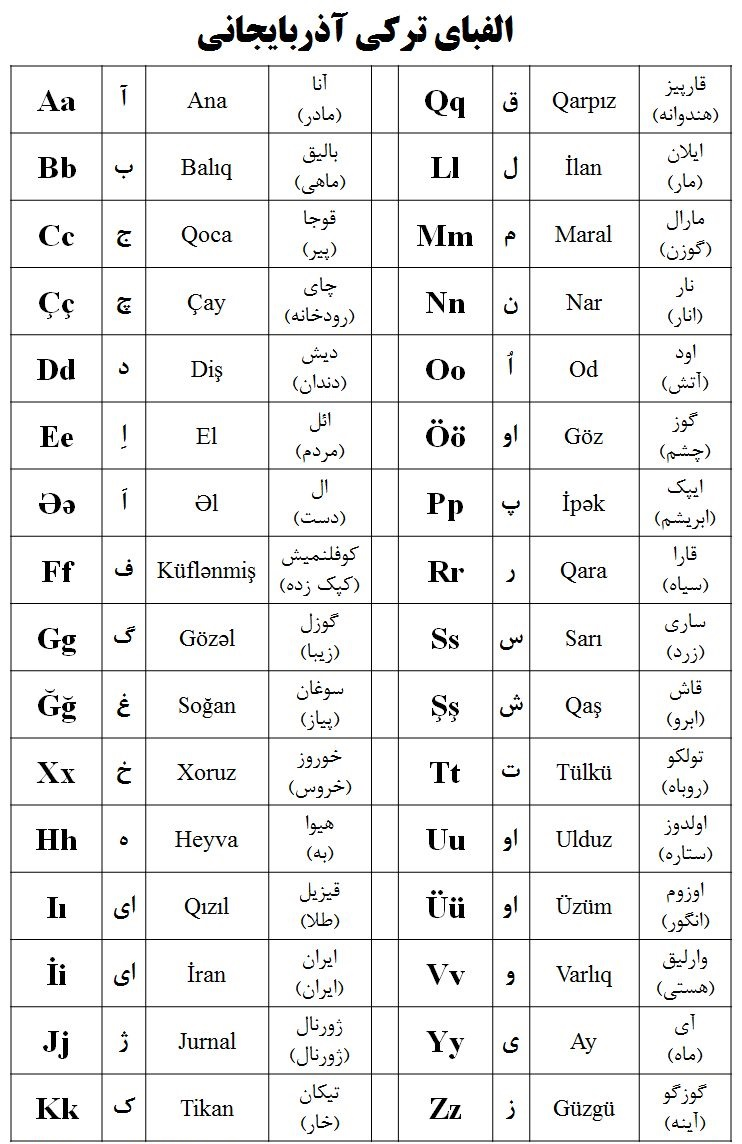
الفبای آذربایجانی

زبان آذربایجانی با سه الفبا نوشته می‌شود. در جمهوری داغستان، روسیه ترکی آذربایجانی به الفبای سیریلیک نوشته می‌شود. در جمهوری آذربایجان، از زمان استقلال در سال ۱۹۹۱ میلادی به این‌سو، زبان آذربایجانی به الفبای لاتین نوشته می‌شود، اما، مخصوصاً در میان نسل قدیمی‌تر، الفبای سیریلیک نیز هنوز رایج است. در آذربایجان ایران، ترکی آذربایجانی به الفبای فارسی نوشته می‌شود. اما مخصوصاً در یکی دو دههٔ اخیر، الفبای لاتین نیز در میان ترک‌زبانان ایران، به دلیل سهولت تایپ در کامپیوتر و تلفن هوشمند، و به دلیل یادگیری سادهٔ آن، رواج پیدا کرده‌است.
همین‌طور، در دهه‌های گذشته در ایران تلاش برای تدوین و گسترش استاندارد واحد برای نوشتار آذری انجام شده‌است. در طی سمیناری به سرپرستی دکتر جواد هیئت، روزنامه‌نگار، فرهنگی، و جراح ترک‌زبان، و مؤسس مجلهٔ وارلیق و با حضور سایر فرهنگیان ترک‌زبان در سال ۱۳۸۰، «دستورالعمل نوشتن زبان ترکی - تصمیمات اتخاذ شده توسط سمینار اورتوگرافی» (به ترکی آذربایجانی تۆرک دیلی یازی قۇراللاری؛ اوْرتوقرافی سمیناری‌نین آلدیغی قرارلار) منتشر شد.البته که به دلیل کوتاهی در تدریس زبان مادری توسط آموزش و پرورش، گسترش استاندارد واحد در میان ترک‌زبانان ایران کند بوده‌است. ولی، این دستور العمل، امروزه توسط جامعهٔ فرهنگی ترک‌زبان، مجلات و نشریات ترک‌زبان، مدرسان زبان ترکی آذربایجانی، و نهادها و مؤسسات مختلف پذیرفته شده‌است. همین‌طور، این دستورالعمل توسط محققان دانشگاه محقق اردبیلی برای تدوین فرهنگ لغت جامع فارسی-ترکی آذربایجانی پذیرفته شد.
ویکی‌پدیای آذربایجانی نیز این دستورالعمل را سرلوحهٔ خویش برای نوشتار صحیح ترکی آذربایجانی قرار داده‌است.

## حروف زبان آذربایجانی با الفبای لاتین
(Aa, Bb, Cc, Çç, Dd, Ee, Əə, Ff, Gg, Ğğ, Xx, Hh, Iı, İi, Jj, Kk, Qq, Ll, Mm, Nn, Oo, Öö, Pp, Rr, Ss, Şş, Tt, Uu, Üü, Vv, Yy, Zz)

## حروف زبان آذربایجانی با الفبای فارسی
(آ، ب، ج، چ، د، اَ ه، اِ-ئ، ف، گ، ق، غ، ح ه، خ، ی، یٛ، ژ، ک، ل، م، ن، وْ، ؤ، پ، ر، س ث ص، ش، ت ط، ۇ، ۆ، و، ی، ز ذ ظ ض)

## حروف ترکی که در ابتدای کلمات اصیل نمی‌آیند
- ر[۳]
- غ Ğ، مثل: سوغان Soğan (پیاز)، دوغوش Doğuş (تولد).

## واکه‌ها
در زبان زبان آذربایجانی، ۹ واکه (حرف مصوت) وجود دارد که شش حرف آن همانند فارسی است به همراه سه واکهٔ مختص آذربایجانی. ۴ تا از این واکه‌ها پسین (ضخیم) (یعنی در پس دهان ادا می‌شوند)، و ۵ تای دیگر پیشین (ظریف) (یعنی در جلوی دهان ادا می‌شوند) می‌باشند.
این ۶ واکه مشترک به شرح زیر است.
- Ə-ə (اَ) که از حروف صدادار پیشین می‌باشد؛ مانند: əz (اَز: له کن)، əl (اَل: دست).
- E-e (ائ «اِ») که از حروف صدادار پیشین می‌باشد؛ مانند: eI (ائل: مردم، ایل), en (ائن: پهنا).
- O-o (او «اوْ») که از حروف صدادار پسین می‌باشد؛ مانند: od(اوْد: آتش)، çop(چوْپ: چوب).
- A-a (آ) که از حروف صدادار پسین می‌باشد؛ مانند: ad(آد: اسم)، at(آت: اسب).
- İ-i (ای‍) که از حروف صدادار پیشین می‌باشد؛ مانند: il(ایل: سال)، ip(ایپ: طناب).
- U-u (اوُ) که از حروف صدادار پسین می‌باشد؛ مانند: uzun(اوُزوُن: دراز)، ucuz(اوُجۇز: ارزان)

نوشتار صحیح واکه‌ها در نگارش واژگان ترکی آذربایجانی با الفبای عربی، و تمییز بین صداهای واکه‌های پسین و پیشین، در طول تاریخ، کاری دشوار بوده. خواندن صحیح از روی نوشتار بیشتر با اتکا به سابقهٔ ذهنی خواننده و عادت ناخودآگاه وی به قانون هماهنگی واکه‌ها انجام می‌شود. اما در نوشتار امروزی استاندارد ترکی آذربایجانی، نظام حرکت‌گذاری (دیاکریتیک) برای تمییز بین واکه‌ها و کمک به یکسانسازی نوشتار صحیح تعیین شده‌است.
سه واکهٔ دیگر، که با دیاکریتیک علامت‌گذاری می‌شوند، عبارتند از:
- Ö-ö (اؤ - تلفّظی میان «اِ» و «اُ»)، از حروف صدادار پیشین می‌باشد؛ öyüd (اؤگۆد: نصیحت)، göz (گؤز: چشم).
- Ü-ü (اۆ - تلفّظی میان «اِ» و «اوُ»)، از حروف صدادار پیشین می‌باشد؛ üst (اۆست: بالا)، güzgü (گؤزگۆ: آینه).
- I-ı (ایٛ - تلفظی میان «ای‍» و «اِ»)، از حروف صدادار پسین می‌باشد؛ qızıl (قیٛزیٛل: طلا)، açıq (آچیٛق: باز، روشن)، sırğa (سیٛرغَا: گوشواره)، sarı (ساریٛ: زرد).

|                                  |             | لبی    | لبی    | غیر لبی | غیر لبی | غیر لبی | غیر لبی        |     |
|                                  |             | تنگ    | باز    | تنگ     | تنگ     | تنگ     | باز            | باز |
| -------------------------------- | ----------- | ------ | ------ | ------- | ------- | ------- | -------------- | --- |
| پسین قالین صائیتلر qalın saitlər | عربی        | اوُ / وُ | اوْ / وْ | ایٛ / یٛ  | ایٛ / یٛ  | آ / ـا  | آ / ـا         |     |
| پسین قالین صائیتلر qalın saitlər | معادل لاتین | U u    | O o    | I-ı     | I-ı     | A a     | A a            |     |
| پسین قالین صائیتلر qalın saitlər | آوانگاری    | [u]    | [o]    | [ɯ]     | [ɯ]     | [ɑ]     | [ɑ]            |     |
| پیشین اینجه صائیتلر incə saitlər | عربی        | اۆ / ۆ | اؤ / ؤ | ای / ی  | ائ / ئ  | ائ / ئ  | اَ / ـَ / ـه / ه |     |
| پیشین اینجه صائیتلر incə saitlər | معادل لاتین | Ü ü    | Ö ö    | İ-i     | E e     | E e     | Ə ə            |     |
| پیشین اینجه صائیتلر incə saitlər | آوانگاری    | [y]    | [œ]    | [i]     | [ɛ]     | [ɛ]     | [æ]            |     |

### هماهنگی واکه‌ای
واکه‌ها در آذربایجانی به دو گروه پیشین یا زیر (به آذربایجانی: اینجه، incə) و آذربایجانی (به ترکی آذربایجانی: قالین، qalın) تقسیم می‌شوند. در زبان ترکی آذربایجانی، مشابه دیگر زبان‌های ترکی، واژگان از قواعد هماهنگی واکه‌ای تبعیت می‌کنند. در زبان آذربایجانی، این به این معنی که واکه‌های کلمات یا همگی پیشین یا همگی پسین هستند. عملاً این به معنای این است که تمامی واکه‌های واژه یا در جلوی دهان یا در پس دهان ادا می‌شوند. گروهی از ترکی آذربایجانی‌زبانان هنگام صحبت کردن به زبان‌های دیگری، ناخودآگاه از این قانون طبیعی زبان خود پیروی می‌کنند.
به‌طور مثال، در آذربایجانی دو پسوند جمع وجود دارد، ـلَر / lər که دارای واکهٔ پیشین و ـلار / lar که دارای واکهٔ پسین است. سایر پسوندها نیز در زبان ترکی آذربایجانی دارای این دوگانگی هستند. به‌طور مثال:
- کلمهٔ ایت (it) به معنای «سگ»، دارای واکهٔ پیشین. جمع آن، ایتلَر (itlər) خواهد بود. (ایتلار اشتباه است)

حال به این مثال واکه‌های پسین توجه کنید:
- کلمهٔ داغ (dag) به معنی «کوه». جمع آن داغلار (dağlar) خواهد بود. (داغلَر غلط است)

قانون واکه‌ای دیگری که در ترکی آذربایجانی وجود دارد این است که بعضی پسوندها باید از قانون هماهنگی واکه‌ای دومی هم تبعیت بکنند، قانون هماهنگی لبی یا غیر لبی بودن. به‌طور مثال، دو پسوند لی / lı li و لو / lu lü.
- از واژه‌ای مثل «دوُز / duz»، واژهٔ «دوزلو / duzlu» درست می‌شود. چون‌که واکهٔ هجای آخر از نوع لبی بود، واکهٔ پسوند هم در هماهنگی با آن، لبی خواهد بود.
- از واژه‌ای مثل «تبریز / Təbriz»، واژهٔ «تبریزلی / Təbrizli» درست می‌شود. چون‌که واکهٔ هجای آخر از نوع غیرلبی بود، واکهٔ پسوند هم در هماهنگی با آن، غیرلبی خواهد بود.

### طرز نوشتن دیاکریتیک‌ها (علامت‌ها)
همان‌طور که اشاره شد، در الفبای عربی ترکی، برای تمییز دادن بین صداهای واکه‌های ۹ گانهٔ زبان ترکی، از علامات یا دیاکریتیک‌هایی که روی حروف «ی» و «و» قرار می‌گیرند استفاده می‌شود.
در نوشتار صدای «I-ı»، ضرورتی در گذاشتن علامت حرف «ایٛ» نیست. واژگان می‌توانند بدون آن نوشته شوند، به‌طور مثال «آغیز / ağız»، «قاییق/ qayıq». تنها توصیه شده‌است که در کتب درسی سوادآموزی، بر روی واژگان دخیل، و واژگان خاص فولکلوری علامت حرف «ایٛ» نوشته شود.
در نوشتار یکی از چهار حرف «اوْ / وْ» (O o)، «اوُ / وُ» (U u)، «اؤ / ؤ» (Ö ö) و «اۆ / ۆ» (Ü ü)، نوشتن دیاکریتیک‌ها بر روی اولین هجای ممکن اجباریست. ولی نیازی به نوشتن آنها بر روی سایر هجاها نیست. برای مثال: «گؤرونوش görünüş»، «اوْغوز oğuz»، «دۆیون düyün». ترک‌زبانان، به دلیل تسلط بر قانون هم‌آهنگی واکه‌ها و همین‌طور به دلیل دانستن تلفظ صحیح واژگان ترکی، فقط با خواندن دیاکریتیک روی اولین هجای نشان داده شده می‌توانند کلمه را به درستی شناخته و تلفظ کنند.
توصیه شده‌است که تازه-سوادآموزان، دیاکریتیک‌ها را در همه جای واژه بنویسند. به‌طور مثال «گؤرۆنۆش görünüş»، «اوْغوُز oğuz»، «دۆیۆن düyün".
البته که هنوز در اکثر متون ترکی، بجز صدای «اؤ / ؤ» (Ö ö)، بقیهٔ صداها بدون علامت نوشته شده‌اند، که این بخشی به دلیل عادت پیشین و به دلیل تسلط کافی به زبان برای نداشتن نیاز به انجام این کار، و بخش دیگر به دلیل نبود کیبورد خاص ترکی عربی و استفادهٔ کاربران از کیبورد فارسی می‌باشد.

### طرز نوشتن صدای Ə-ə (اَ)
همان‌طور که در جدول واکه‌ها دیده می‌شود، صدای «Ə-ə» (اَ) با حروف «اَ / ـَ / ـه / ه» نشان داده شده‌است. نوشتن این صدا این صدا تنها در ابتدای کلمات به صورت «ا» (الف)، و در پایان هجا، به صورت «ـه / ه» نوشته می‌شود. با دو استثناء:
- اگر صدای «Ə-ə» (اَ) در پایان هجای اول باشد، نوشته نمی‌شود. به‌طور مثال، واژهٔ «gətirmək»، متشکل از هجاهای «gə-tir-mək»، به صورت گتیرمک نوشته می‌شود. نوشتن آن به صورت گه‌تیرمک غلط است.
- واژه‌های تک هجایی مختومه به صدای «Ə-ə» (اَ)، مثل نه و ده، با «ـه / ه» نوشته می‌شوند.[۱]

### طرز نوشتن صدای E-e (ائ)
در کلمات آذربایجانی، در همهٔ اوقات، صدای «E-e» (ائ) با حروف «ائـ / ئـ / ـئـ / ئ» نوشته می‌شود.
در کلمات دخیل از زبان‌های خارجی، صدای «E-e» در اول یا وسط کلمات نوشته نمی‌شود. به‌طور مثال، املای درست کلمه «انرژی» است، و نوشتن آن به صورت «ائنئرژی» نادرست می‌باشد. یا واژگانی مثل «تلویزیون»، «علم»، «قانع».
در صورتی که، چه در واژگان ترکی و چه در واژگان دخیل، صدای «E-e» در مجاورت صدای «Y-y» قرار گیرد، هر دو حرف «ائ» و «یـ / ـیـ» باید نوشته شوند. به‌طور مثال، کلماتی مثل «قئید»، «شئیدا»، «ویئتنام»، «غئیرت».
در واژگان دخیل از فارسی یا عربی که در آنها صدای «İ-i» (ای) وجود دارد، اما در ترکی به صورت «E-e» (ائ) تلفظ می‌شوند، نوشتن این‌ها با حروف «ائـ / ئـ / ـئـ / ئ» انجام می‌شود، مثل «تسبئح»، «بئساواد»، «پئشکش».

### طرز نوشتن صدای I-ı (ایٛ)
در نگارش با الفبای لاتین هیچ کلمه ای با حرف «I-ı» (ایٛ) شروع نمی‌شود؛ بلکه با حرف «İ-i» (ای) نگارش می‌یابد: «ildırım» (ایلدیٛریٛم: رعدوبرق)
اما در نوشتار عربی، و همین‌طور در لهجهٔ تبریزی، مگر در مواردی استثنائی، «I-ı» (ایٛ) حفظ شده و تغییر نمی‌کند. به‌طور مثال، مقایسهٔ نوشتار عربی با لاتین «ایٛلدیریم ildırım»، «ایٛلخچی İlxçi".

## حروف صامت در ترکی آذربایجانی
در حالی که الفبای لاتین ترکی آذربایجانی دارای ۲۳ حرف هم‌خوان است، الفبای عربی ترکی آذربایجانی ۳۰ هم‌خوان دارد، به دلیل این‌که چندین حرف می‌توانند نشان‌دهندهٔ یک صدا باشند.
| شماره | حرف      | معادل لاتین | آوانگاری     | نمونه               | نوشتار لاتین        | معنی                                     |
| ----- | -------- | ----------- | ------------ | ------------------- | ------------------- | ---------------------------------------- |
| ۱     | ب        | B b         | [b]          | بالیق بئل قاب       | Balıq Bel Qab       | ماهی کمر ظرف                             |
| ۲     | پ        | P p         | [p/pʰ]       | ایپک ساپ            | İpək Sap            | ابریشم نخ                                |
| ۳     | ت        | T t         | [t/tʰ]       | تلیس                | Təlis               | گونی                                     |
| ۴     | ث        | S s         | [s]          | ثۆریّا               | Sürəyya             | ثریا                                     |
| ۵     | ج        | C c         | [d͡ʑ]         | جئیران قوْجا کرپیج   | Ceyran Qoca Kərpic  | گوزن پیر آجر                             |
| ۶     | چ        | Ç ç         | [t͡ɕ/t͡ɕʰ]     | چای سئرچه قوْلچاق    | Çay Serçə Qolçaq    | رودخانه گنجشک عروسک                      |
| ۷     | ح۱       | H h         | [h/hˁ]       | حۆریّت صاباح         | Hürriyyət Sabah     | آزادی صبح، فردا                          |
| ۸     | خ        | X x         | [x/χ]        | خوْرتان آرخ توْخۇماق  | Xortan Arx Toxumaq  | لولو جوی آب بافتن                        |
| ۹     | د        | D d         | [d̪]          | داراق دامجی         | Daraq Damcı         | شانه قطره                                |
| ۱۰    | ذ        | Z z         | [z]          | اذیّت گۆذشت          | əziyyət güzəşt      | گدشت اذیت                                |
| ۱۱    | ر        | R r         | [ɾ/r]        | بَرک قارا            | Bərk Qara           | سفت سیاه                                 |
| ۱۲    | ز        | Z z         | [z]          | زای مازالاق بالدیز  | Zay Mazalaq Baldız  | خراب، گندیده فرفره خواهر شوهر و خواهر زن |
| ۱۳    | ژ        | J j         | [ʒ]          | قیژقیرماقژاله       | Qıjqırmaq Jalə      | ترشیدن ژاله                              |
| ۱۴    | س۲       | S s         | [s]          | ساچ ترسَه            | Saç Tərsə           | زلف، گیسو برعکس                          |
| ۱۵    | ش        | Ş ş         | [ʃ/ʂ/ɕ]      | شیش مئشه دؤش        | Şiş Meşə Döş        | سیخ جنگل سینه                            |
| ۱۶    | ص        | S s         | [s]          | صاباح صۆلح ایصفاهان | Sabah Sülh İsfahan  | صبح، فردا صلح اصفهان                     |
| ۱۷    | ض        | Z z         | [t/tʰ]       | ضربه                | Zərbə               | ضربه                                     |
| ۱۸    | ط        | T t         | [t̪]          | طاماح               | Tamah               | طمع                                      |
| ۱۹    | ظ        | Z z         | [z]          | ظالیم               | Zalım               | ظالم                                     |
| ۲۰    | غ۳       | Ğ ğ         | [ɣ/ʁ (ʕ/ʢ)]  | آغری یاغ            | Ağrı Yağ            | درد روغن                                 |
| ۲۱    | ف        | F f         | [f]          | کۆفلنمیش            | Küflənmiş           | کپک زده                                  |
| ۲۲    | ق۴       | Q q         | [g/ɢ]        | قارقا قۇلاق قارپیز  | Qarqa Qulaq Qarpız  | کلاغ گوش هندوانه                         |
| ۲۳    | ک۵       | K k         | [c/cʰ/k (ç)] | کۆرک تیکان اؤرتۆک   | Kürək Tikan Örtük   | پشت خار ملافه                            |
| ۲۴    | گ۶       | G g         | [ɟ]          | گؤزل گَلین سۆپورگه   | Gözəl Gəlin Süpürgə | زیبا عروس جارو                           |
| ۲۵    | ل        | L l         | [l/ɫ]        | لاله سالخیم اَل      | Lalə Salxım Əl      | لاله خوشه میوه دست                       |
| ۲۶    | م        | M m         | [m]          | مارال اَپریمک        | Maral Əprimək       | گوزن فرسوده شدن                          |
| ۲۷    | ن        | N n         | [n]          | نارین               | Narin               | ریز                                      |
| ۲۸    | و۷       | V v         | [v]          | وئرمک سئوگی         | Vermək sevgi        | دادن عشق                                 |
| ۲۹    | هـ ه۱، ۷ | H h         | [h/hˁ]       | هؤرمک               | Hörmək              | بافتن                                    |
| ۳۰    | ی۷       | ِY y         | [j]          | آیی آی              | Ayı Ay              | خرس ماه                                  |

نکته‌ها:
1. واژگان واردشده از عربی مختوم به حرف «ع»، مثل «طمع»، «متاع»، در زبان ترکی آذربایجانی با صدای «H h» تلفظ می‌شوند، با حرف «ح» نوشته خواهند شد. «طاماح»، «ماتاح».[۱] (واکه‌های این واژگان، به تبعیت از قانون هماهنگی واکه‌ها عوض شده‌اند) اگر تغییر تلفظ «ع» در میان یک کلمه باشد، این حرف تبدیل به «ه / هـ» می‌شود. به‌طور مثال، واژهٔ «فعله» (به معنی کارگر) که به‌صورت «فهله» نوشته می‌شود.[۱]
2. واژگان واردشده از زبان‌های دیگر که با صدای «SK, ST, SP, ŞT, ŞP» شروع می‌شوند، هنگام نوشتن به ترکی، حروف «ای» به آن‌ها اضافه می‌شود. مثال «ایسپورت» (اسپورت)، «ایستئیک» (استیک)
3. در نگارش با الفبای عربی املاء واردشده از زبان‌های دیگر با حرف «غ»، بدون در نظر گرفتنِ این‌که این حرف به صورت «غ» یا «ق» تلفظ می‌شود (همان‌طور که در جدول پیداست، در ترکی آذربایجانی بین «غ» و «ق» تفاوت تلفظ وجود دارد، و تلفظ آن‌ها با فارسی تفاوت دارد)، حفظ شده و با حرف «غ» نوشته می‌شوند. برای نمونه مقایسهٔ نوشتار عربی و لاتین واژهٔ «افغان Əfqan» که تلفظ آن برای فارسی‌زبانان مثل «افگان» به نظر می‌رسد.[۱]
4. واژگانی که تلفظ اصلی آنها با صدا «گ G g» است، اما در الفبای ترکی لاتین با «Q q» نوشته شده‌اند، با «ق» نوشته می‌شوند. مثال «قاز Qaz» (گاز)، «اوْرتوقرافی Orfoqrafi» (اورتوگرافی، رسم‌الخط)
5. در نگارش با الفبای عربی هرگاه که هم‌خوان «ک» در هنگام پیوند پسوندی، مابین دو واکه قرار می‌گیرد، با وجود اینکه تلفظ آن تبدیل به «ی» می‌شود، اما برای حفظ اصل و ظاهر کلمه، از حرف «گ» (به اصطلاح موسوم به «گ نرم») استفاده می‌شود. برای مثال، مقایسهٔ نوشتار عربی و لاتین این واژگان ترکی: «چؤرگیم çörəyim» (نان من) مشتق از «چؤرک»، «گله‌جگیم gələcəyim» (آیندهٔ من) مشتق از «گله‌جک».[۱]
6. در نگارش با الفبای عربی هرگاه که حرف هم‌خوان «ی» (Y) بین دو واکهٔ «ای» (İ-i) قرار می‌گیرد، به صورت «گ» نوشته می‌شود. به این حرف، «گ نرم» گفته می‌شود. برای مثال، مقایسهٔ نوشتار عربی و لاتین این واژگان ترکی: «دۆگو Düyü» (برنج)، «ایگیرمی iyirmi» (بیست)[۱]
7. حروف هم‌خوان «و»، «ه / هـ»، و «ی»، از منظر شکلی، هم‌شکل بعضه واکه‌ها می‌باشند. در نوشتن آنها به عنوان هم‌خوان، آن‌ها به صورت ساده و بدون هیچ علامت یا دیاکریتیک نوشته می‌شوند.[۱]
8. حروف مشدّد را، اگر واژهٔ واردشده از عربی باشند، با تشدید، مثل «مۆکمّل mükəmməl»، «مدنیّت mədəniyyət»، و اگر واژهٔ ترکی یا واژهٔ واردشده از زبان‌های اروپایی باشد، با تکرار حروف همسان می‌نویسند: «یئددی yeddi»(هفت)، «ساققال Saqqal» (ریش)، «اوْتللو Otello".[۱]

## شیوهٔ نوشتن واژگان با همزه
این بخش، طرز صحیح نوشتن واژگان دخیل عربی، فارسی، یا اروپایی که معمولاً در نوشتار فارسی همزه دارند را توضیح می‌دهد. (علاوه بر واکه‌های «اؤ / ؤ Ö ö» و «ائ / ئ E e»)
واژگانی که در آن‌ها، همزه در آخر کلمه، و به صورت «اَ Ə ə» تلفظ می‌شود، همزه بر روی الف و به صورت «أ» نوشته می‌شود. مثال «منشأ mənşə»، «مبدأ məbdə»، «ملجأ məlcə».
واژگانی که در آن‌ها، همزه پس از صدای «اوُ U u» بیاید، مستقل و به صورت «ء» نوشته می‌شود. مثال «سوُء».
واژگانی که در آن‌ها، همزه پس از صدای «آ A a» بیاید، نوشته نمی‌شود. مثال «اینشا İnşa»، «ایملا İmla»، «اؤولیا».
واژگانی که در آن‌ها، همزه صدای «آ A a» می‌دهد، همزه حذف شده و بجای آن از «آ» استفاده می‌شود. اما، در صورتی که نوشتن مدّه منجر به احتمال اشتباه می‌شود، باید حذف گردد. مثال «سوُال Sual»، «اینشاآت inşaat» (عمران، ساخت و ساز)
واژگانی که در آن‌ها، همزه صدای «اَ Ə ə» می‌دهد، به همان صورت «أ» نوشته می‌شوند. مثال «جۆرأت cürət»، «هئیأت Heyət».
اما اگر صدای همزه‌ای که صدای «اَ Ə ə» می‌دهد، صدای آخر کلمه باشد، به صورت «ئه» نوشته می‌شود. مثال «تؤوطیئه tövtiə».
واژگانی که در آن‌ها، همزه صدای «ای İ i» می‌دهد، همزه حذف شده و بجای آن «یـ» نوشته می‌شود. مثال «رئیس rəis»، «جرایید cəraid».
همزه‌ای که پیش یا پس از صداهای «ائ E e»، «او/ و O o»، یا «اوُ / وُ U u» بیاید، به صورت «ئ» نوشته می‌شود. مثال «سوئد»، «مسئوُل Məsul»، «شۆئوُن».
واژگانی که در آن‌ها، همزه صدای «ائ E e» می‌دهد، همزه به صورت «ئ» نوشته می‌شود. مثال «تئاتر Teatr»، «پروتئین Protein».
همزه‌ای که پس از «اؤ / ؤ Ö ö» یا «اۆ / ۆ Ü ü» بیاید، حذف شده و نوشته نمی‌شود. مثال «مؤمین Mömin»، «مۆدّب müəddəb».
واژگان دخیل از زبان‌های اروپایی که صدای «ae» دارند، به صورت «آی» نوشته می‌شوند. مثال «آیرودینامیک Aerodinamik".

## شیوهٔ نوشتن پسوندها
این بخش در مورد این‌که در چه مواقعی پسوندها به کلمه یا پسوند پیش از آن هم می‌پیوندند و در چه مواقعی جدا نوشته می‌شوند توضیح می‌دهد.
زبان ترکی یک زبان چسبانشی است، به این معنی که واژه‌های جدید با اضافه کردن به ریشهٔ واژه ساخته می‌شوند و این مورد در نوشتار زبان ترکی آذربایجانی مهم است.
عموماً، پسوندها به ریشهٔ کلمه می‌چسبند. برای نمونه «گلمیشم gəlmişəm» (من آمده‌ام)، «گلدیلر gəldilər» (آنها آمدند)، «ائللر ellər» (مردم‌ها/مردمان)، «گؤزلدیر gözlədir» (منتظر است).
پسوندهای پرسشی «می» و «مو»، در صورت وسط کلمه بودن، به صورت چسبیده، و در صورت آخر کلمه بودن به صورت جدا نوشته می‌شوند. برای نمونه در آخر واژه «گلدی‌می؟ gəldimi?» (آیا آمد؟)، «گئتدی‌می getədimi?» (آیا رفت؟)، مثال در میان واژه «خوشبختمیسن؟ xoşbəxtmisən?» (آیا خوشحالی؟)
توصیه شده‌است که زمانی که پسوند با حرف هم‌خوان متصل کننده (حرف هم‌خوانی که برای تلفظ راحت‌تر بین دو واکه می‌آید) می‌آید، به واژه نچسبد. به‌طور مثال «موسیقی‌سی»، «ننه‌نین»، «قالمالی‌یام»
برای سهولت خواندن واژه‌های طولانی (چهار بخشی یا بلندتر)، توصیه شده‌است که کلمات بعد از یکی از تکواژهای مختوم به حرف صدادار (واکه) از هم جدا شوند (با نیم فاصله). به‌طور مثال «موسیقی‌چیلر»، «بیزیمکی‌لر».
اگر حرف همخوانی (یا حروف مشابه آن) سه بار یا بیشتر در واژه به‌کار رفته شده باشند، توصیه شده‌است که کلمات بعد از یکی از تکواژهای مختوم به حرف صدادار (واکه) از هم جدا شوند (با نیم فاصله). به‌طور مثال «سس‌سیز».
در صورتی که در محل اتصال دو تکواژ، دو حرف هم‌خوان مثل هم کنار هم قرار گیرند، اگر که هم‌خوان سمت راست، به حرف پیش از آن چسبیده‌است، دو هم‌خوان جدا از هم نوشته می‌شوند. برای نمونه «نسیل‌لر»، «منیم‌میش»، «دیل‌لنمک». ولی اگر در محل اتصال دو تکواژ، دو حرف هم‌خوان مثل هم کنار هم قرار گیرند، اگر هم‌خوان سمت راست، جدای از حرف پیش از خود باشد، به هم‌خوان تکواژ بعدی می‌چسبد. برای نمونه «اللر»، «آشسیز»، «گؤللنمک».
هدف از این دستورالعمل‌ها و توصیه‌ها، خواناتر و روان‌تر بودن متن و چشم‌پسندتر بودن متن می‌باشد.
پیشوندها و پسوندهایی که از دیگر زبان‌ها وارد ترکی آذربایجانی شده‌اند، مثل «-خانا»، «-گاه»، «-یستان»، «بئ-»، به صورت چسبیده، و برخی دیگر از این پیشوندها و پسوندها، مثل «آنتی-»، «-طلب»، و «-پرور»، جدا نوشته می‌شوند.

## شیوهٔ نوشتن واژگان
این بخش، شیوه‌ها و توصیه‌های نوشتن واژگان مختلف را توضیح می‌دهد.
کلمات وارد شده از زبان‌های اروپایی، به فرانسه و با نوشتار فارسی بازتاب‌دهندهٔ تلفظ فرانسهٔ آن نوشته می‌شوند. مثال «رداکسیون»، «ناسیونال»، «انرژی».
نام‌هایی که ریشهٔ فارسی یا عربی دارند به همان صورت فارسی یا عربی نوشته می‌شوند.
واژگانی که ریشهٔ ترکی دارند و وارد فارسی شده‌اند، همان‌طور که در ترکی آذربایجانی تلفظ می‌شوند نوشته می‌شوند. مثال «بوْشقاب» (بشقاب)، «اۆتو» (اتو)، «شوُلوق» (شلوغ)، «قوُلدور» (قلدر).

## نمونه‌هایی از مقایسهٔ نوشتار درست و نادرست
|    | نوشتار درست                     | نوشتار نادرست                      |
| -- | ------------------------------- | ---------------------------------- |
| ۱  | گؤزله‌ایرم، گؤره‌جک، ایسته‌میشم    | گؤزله‌ایره‌م، گؤره‌جه‌ک، ایسته‌میشه‌م    |
| ۲  | دلی، گلمک، وئرمرم               | ده‌لی، گه‌لمه‌ک، وئرمه‌ره‌م             |
| ۳  | گؤزل، چؤرک، دیرک، الجک          | گوزه‌ل، چؤره‌ک، دیره‌ک، الجه‌ک         |
| ۴  | گؤرنیم، گلنیم                   | گؤره‌نیم، گله‌نیم                    |
| ۵  | تبریزدنم، بۇ شهردنم             | تبریزده‌نم، بۇ شهرده‌نم              |
| ۶  | گؤرمه‌میشم، گؤتورمه‌میشم، گلسه‌یدی | گؤورممیشم، گؤتورممیشم، گلسیدی      |
| ۷  | یار بیزه قوْناق گله‌جک.           | یار بیزه قوناق گلجک.               |
| ۸  | بیله‌رک، گله‌رک                   | بیلرک، گلرک                        |
| ۹  | دده‌م، اؤنرگه‌م، وظیفه‌ن           | ددم، اؤنرگم، وظیفن                 |
| ۱۰ | اؤلکه                           | ؤلکه، ئؤلکه                        |
| ۱۱ | ائل، ائو، ائتمک                 | ئل، ئو، ئتمک                       |
| ۱۲ | ایضاح، ایلان، ایکی              | یضاح، یلان، یکی                    |
| ۱۳ | گل چؤرک یئ                      | گل چؤرک یة، گل چؤرک یئه            |
| ۱۴ | گئجه، گئدر، دئدیم               | گجه، گدر، ددیم                     |
| ۱۵ | انرژی، الکتریک، المنت           | ائنئرژی، ائلئکتریک، ائلئمئنت       |
| ۱۶ | اتنیک، سپتامبر، اپیدمی          | ائتنیک، سئپتامبر، ائپیدئمی         |
| ۱۷ | احسان، اعتیماد، اعتیبار         | ائحسان، ائعتیماد، ائعتیبار         |
| ۱۸ | سِحر، علم، عشق                   | سئحر، عئلم، عئشق                   |
| ۱۹ | تسبئح، پئشواز                   | تسبح، پشواز                        |
| ۲۰ | مهربان، مهتر                    | مئهربان، مئهتر                     |
| ۲۱ | مئیل، قئید، شئی، نئی، یئکۇن     | میل، قید، شی، نی، یکۇن             |
| ۲۲ | سالماق، سوْن، ساققال             | صالماق، صوْن، صاققال                |
| ۲۳ | ترلان، توْیوق، اوْتاق، توْی        | طرلان، طوْیوق، اوْطاق، طوْی           |
| ۲۴ | ماهنی، هئیوا، شئه               | ماحنی، حئیوا، شئح                  |
| ۲۵ | اییده، گؤیرچین، گؤی             | ایگده، گؤگرچین، گؤک                |
| ۲۶ | دییرمان، دئییل، دییشمک          | دگیرمان، دگیل، دگیشمک              |
| ۲۷ | اَیری، اَیلنجه                    | اگری، اگلنجه                       |
| ۲۸ | گله‌جگم، چؤرگیم، کؤینگین، الجگیم | گله‌جَیَم، چؤره‌ایم، کؤینه‌این، الجه‌ایم |
| ۲۹ | گؤروندوگو                       | گورندویو                           |
| ۳۰ | دموْکراسی، دوْکتور                | دموْقراسی، دوْقتور                   |
| ۳۱ | غم، غۇصّه، غریب                  | قم، قۇصّه، قریب                     |
| ۳۲ | دؤولت، شؤوکت، دؤوران            | دؤلت، شؤکت، دؤران                  |
| ۳۳ | چاققال، ائششک، دوققوز           | چاقّال، ائشّک، دوقّوز                 |
| ۳۴ | عمّه، عطّار، حیصّه، حاقّیندا        | عممه، عططار، حیصصه، حاققیندا       |
| ۳۵ | مثلاً، قصداً، سهواً                | مثلن، قصدن، سهون                   |
| ۳۶ | دانیشگاه، آگاهی                 | دانیشقاه، آقاهی                    |
| ۳۷ | خیاوان، ریاضی، سیاست            | خییاوان، رییاضی، سییاست            |
| ۳۸ | ایسپورت، ایستالین، ایستانسیا    | اسپورت، استالین، استانسیا          |
| ۳۹ | منشأ، مبدأ، ملجأ                | منشه، مبده، ملجه                   |
| ۴۰ | مؤمین، رؤیا                     | مؤمین، رؤیا                        |
| ۴۱ | اینشا، ایملا، ایجرا             | اینشاء، ایملاء، ایجراء             |
| ۴۲ | جۆرأت، هئیأت                    | جۆرئت، هیئت، هیئت                  |
| ۴۳ | مائوْ، شۆئون، رئۇف               | ماوْ، شۆۇن، رَۇف                     |
| ۴۴ | رئیس، جرایید، کایینات           | رئیس، جرائید، کائینات              |
| ۴۵ | مۆلّیف، مۆثّیر، مۆسّیس             | مؤلف، مؤثر، مؤسس                   |
| ۴۶ | جوزئاً، ایستیثنائاً               | جوزءً، ایستیثناءً                    |
| ۴۷ | صحیّه، سویّه، ادبیّات              | صحییّه، سوییّه، ادبییّات              |
| ۴۸ | اینسانلار، گۆنشلر               | اینسان‌لار، گۆنش‌لر                  |
| ۴۹ | گؤزلدیر، گلمیشدیر               | گؤزل‌دیر، گلمیش‌دیر                  |
| ۵۰ | تانری‌نین آدییلا                 | تانرینین آدییلا                    |
| ۵۱ | تانری‌یا یالوارماق               | تانرییا یالوارماق                  |
| ۵۲ | دئمه‌لی‌ییک                       | دئمه‌لیییک                          |
| ۵۳ | یئری‌ییر                         | یئریییر                            |
| ۵۴ | تقی‌یئف، تقی‌یئوا                 | تقییئف، تقییئوا                    |
| ۵۵ | عاراقچینین منده دیر.            | عاراقچینین من ده دیر.              |
| ۵۶ | حسن ده گلدی، من ده              | حسنده گلدی، منده                   |
| ۵۷ | صنعتکار، کیتابخانا، محصولدار    | صنعت‌کار، کیتاب‌خانا، محصول‌دار       |
| ۵۸ | شیکایتنامه، همصؤحبت             | شیکایت‌نامه، هم‌صؤحبت                |
| ۵۹ | آذربایجان‌شۆناس                  | آذربایجانشۆناس                     |
| ۶۰ | مۆشکول، مۆزد                    | مشکل، مزد                          |
| ۶۱ | ایستیقلال، اینسان               | استقلال، انسان                     |
| ۶۲ | مۆباریزه، مۆعاصیر               | مبارزه، معاصر                      |
| ۶۳ | ظالیم، لازیم، ناظیر، شاهید      | ظالم، لازم، ناظر، شاهد             |
| ۶۴ | صؤحبت، شؤهرت، حؤرمت             | صحبت، شهرت، حرمت                   |
| ۶۵ | ورزیش، گردیش                    | ورزش، گردش                         |
| ۶۶ | زۆلف-پریشان                     | زۆلفی-پریشان، زۆلف پریشان          |
| ۶۷ | ناله‌ی-بۆلبول                    | ناله‌ای-بۆلبول، نالة بۆلبول         |
| ۶۸ | آغ‌ساققال کیشی                   | آغساققال کیشی، آغ ساققال کیشی      |
| ۶۹ | ککلیک‌اوْتو، ایت‌بۇرنو             | ککلیک اوْتو، ایت بۇرنو              |
| ۷۰ | آمبار، قایدا                    | انبار، قاعده                       |
| ۷۱ | طاماح                           | طاماه، تاماه                       |
| ۷۲ | ظارافات، صاباح                  | زارافات، ساباه                     |
| ۷۳ | طایفا، هامبال، فایدا            | طائفه، حمّال، فائده                 |
| ۷۴ | تۆرک، بؤیوک، بوْشقاب             | ترک، بیوک، بشقاب                   |